# Подшивалов, Борис Дмитриевич
Борис Дмитриевич Подшивалов — советский хозяйственный, государственный и политический деятель.

## Биография
Родился в 1903 году в Воронеже. Член КПСС с 1926 года.
С 1924 года — на хозяйственной, общественной и политической работе. В 1924—1973 гг. — слесарь, помощник машиниста н машинистом паровоза, мастер, студент Московского электромеханического института инженеров железнодорожного транспорта, заведующий учебной частью и начальник Воронежского филиала вуза, начальник Томского электромеханического института МПС, главный инженер Центрального управления заводами по ремонту подвижного состава, начальник Центрального управления паровозного хозяйства, начальник Центрального управления паровозоремонтными заводами, начальник Главного управления локомотивного хозяйства, Технического управления и Научно-технического совета Министерства путей сообщения СССР, начальник Академии железнодорожного транспорта, профессор, кафедры «Тепловозы и тепловозное хозяйство» Всесоюзного заочного института инженеров железнодорожного транспорта.
Умер в Москве в 1973 году.